# Alban Cerisier
Pour les articles homonymes, voir Cerisier.
Alban Cerisier (né le 2 février 1972 à Poitiers) est un archiviste, éditeur et historien français.

## Biographie
Élève de l’École nationale des chartes, Alban Cerisier obtient le diplôme d'archiviste paléographe en 1996 grâce à une thèse intitulée « Les clubs de livres dans l'édition française, de 1946 à la fin des années 1960 ».
Il entre aux Éditions Gallimard en 1995. Chargé de la conservation et de la mise en valeur des fonds patrimoniaux ainsi que du développement numérique du groupe Gallimard, c’est dans ce cadre qu’il suit le déploiement de la plateforme de distribution de l’édition numérique Eden Livres. Éditeur, il est responsable de nombreuses publications d’histoire littéraire figurant au catalogue Gallimard.
Dans le cadre de ses fonctions, il rédige plusieurs ouvrages sur la maison où il travaille, dont Une histoire de « La NRF », qui a paru en 2009.
En 2015, il participe à la rédaction de l'ouvrage C'est l'histoire de la Série noire : 1945-2015 pour les 70 ans de la collection.

## Publications

### Monographies
- Mercure de France. Une anthologie (1890-1940), Paris, Mercure de France, 1997
- Le Club du meilleur livre (1952-1963), avec Jean-Étienne Huret, Librairie J.-E. Huret, 2007
- Une histoire de « La NRF », Paris, Gallimard, 2009
- En toutes lettres… Cent ans de littérature à La NRF, Paris, Gallimard, 2009
- De la jeunesse chez Gallimard, avec Jacques Desse, Paris, Gallimard/Chez les libraires associés, 2007-2009 (prix de la bibliographie 2009)
- Gallimard : Un éditeur à l'œuvre, coll. « Découvertes Gallimard / Littératures » (no 569), París, Gallimard, 2011  (ISBN 978-2-07-044169-3)

### Éditions de documents d'histoire littéraire et autres travaux d'édition
- Pierre Louÿs, Mon journal, Paris, Gallimard, 2002
- Antoine de Saint-Exupéry, Cher Jean Renoir, Paris, Gallimard, 1999 (projet de film)
- André Gide / Jacques Schiffrin, Correspondance (1922-1950), Paris, Gallimard, 2005
- Antoine de Saint-Exupéry, Dessins, Paris, Gallimard, 2006
- Il était une fois le Petit Prince (dir.), Paris, Gallimard, 2006
- Antoine de Saint-Exupéry, Manon danseuse et autres textes inédits, Paris, Gallimard, 2007
- Antoine de Saint-Exupéry et Consuelo de Saint-Exupéry, Correspondance (1930-1944), Paris, Gallimard, 2021

### Ouvrages collectifs (sélection)
- L’Édition contemporaine, Cercle de la Librairie
- Dictionnaire encyclopédique du livre, Cercle de la Librairie
- Histoire de la librairie, Cercle de la Librairie
- Où va le livre ?, La Dispute
- La Bibliothèque de la Pléiade : travail éditorial et valeur littéraire, Éditions des Archives contemporaines, 2009
- C'est l'histoire de la Série noire : 1945-2015, Paris, Gallimard, 2015  (ISBN 978-2-07-010709-4)